# Kujō Yoritsune

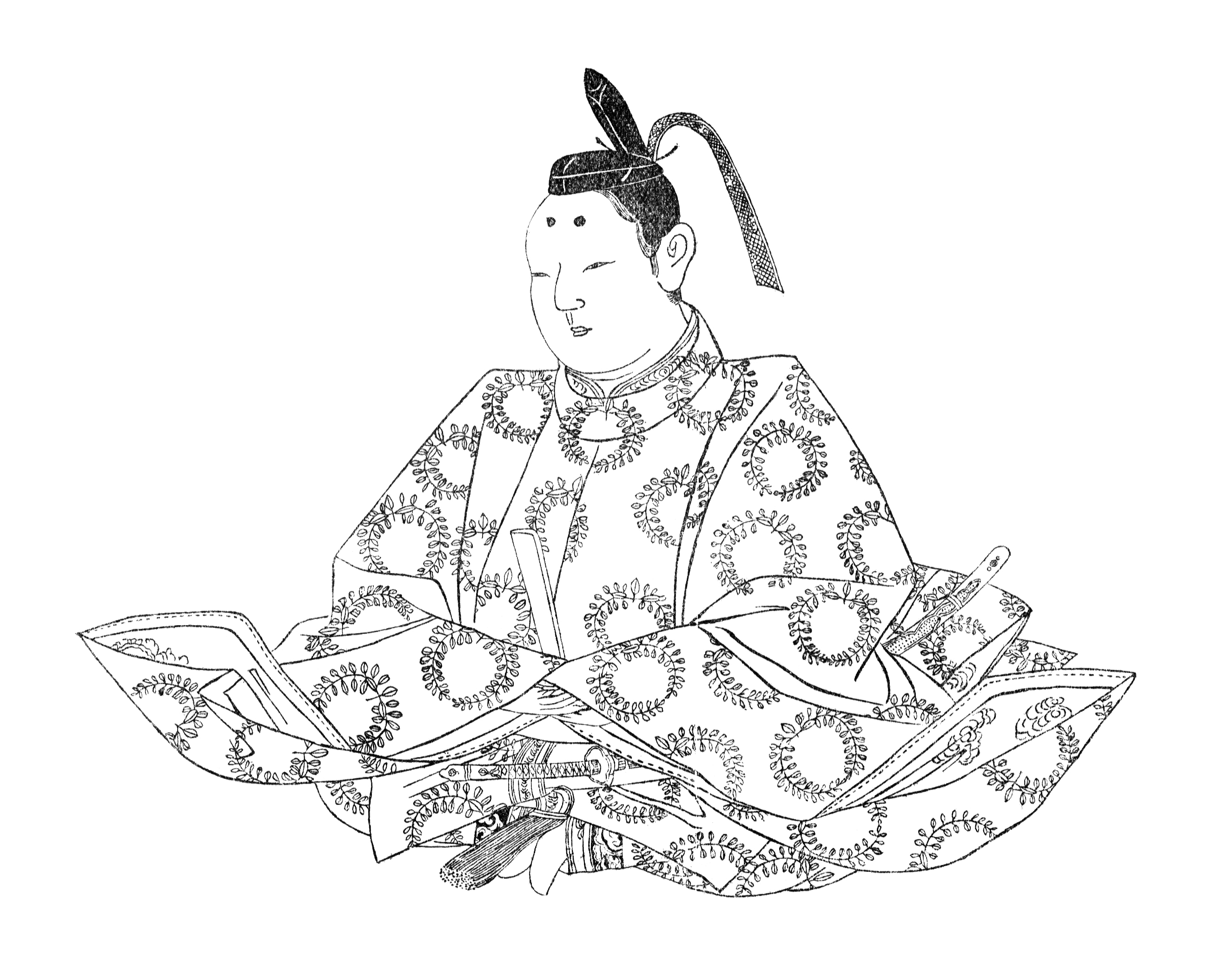
Kujō Yoritsune

Kujō Yoritsune (jap. 九条 頼経; * 12. Februar 1218; † 1. September 1256) war der 4. Shogun des Kamakura-Shogunates in Japan. Er regierte von 1226 bis 1244.
Sein Vater war der Kampaku Kujō Michiie und seine Großmutter war eine Nichte von Minamoto no Yoritomo. Seine Mutter war Fujiwara no Rinshi. Er war nach der Chinesischen Astrologie im Tierkreiszeichen des Tigers, im Monat des Tigers und am Tag des Tigers geboren, so wurde ihm der Geburtsname Mitora (三寅), „Dreifacher Tiger“ gegeben.
Kujō Yoritsune ist auch unter dem Namen Fujiwara no Yoritsune bekannt, da die Familie Kujō einer der fünf Zweige des mächtigen Fujiwara-Clans war.
Im Alter von sieben Jahren, wurde er im Jahre 1226 Seii Taishōgun im Rahmen eines politischen Deals zwischen seinem Vater und den Regenten Hōjō Yoshitoki und Hōjō Masako, die ihn als Marionettenherrscher einsetzten.
1244 überließ er seine Position als Shogun seinem Sohn, Kujō Yoritsugu. Im Jahr darauf wurde er buddhistischer Priester.